# Szindróma
A szindróma (syndroma) (görög eredetű szó) az orvosi nyelvben tünetcsoportot, vagy tünetegyüttest jelent, azaz olyan szimptómák együttesét, amelyek önmagukban nem mindig jellemző tünetei egy-egy betegségnek. Átvitt értelemben a beszélő által kóros jelenségnek tartott jelenségek megjelölésére is használatos, nyilvánvalóan pejoratív szóhasználatként.

## Néhány ismertebb szindróma
| - Angelman-szindróma - Asperger-szindróma - Bartter-szindróma - Bezártságszindróma - Brown-Séquard-szindróma - Creutzfeldt–Jakob-szindróma - DiGeorge-szindróma - Down-szindróma - Dumping-szindróma - Gilbert-szindróma - Guillain–Barré-szindróma | - Hajdu–Cheney-szindróma - Helfer szindróma - Joubert-szindróma - Kiégési szindróma - Klinefelter-szindróma - Klüver–Bucy-szindróma - Kohlhaas-szindróma - Korszakov-szindróma - Menkes-szindróma - Noonan-szindróma | - Othello-szindróma - Stockholm-szindróma - Tay–Sachs-szindróma - Tolosa–Hunt-szindróma - Tourette-szindróma - Tripla X-szindróma - Turner-szindróma - Williams-szindróma - XYY-szindróma |  |